# Abstract Wikipedia
Abstract Wikipedia (em português, "Wikipédia Abstrata") é um projecto da Wikimedia Foundation que visa criar uma versão independente de idioma da Wikipédia, modelando dados do Wikidata. Está fortemente ligado ao projecto Wikifunctions para gerar o conteúdo vindo de Wikidata.
O objetivo da Abstract Wikipedia é permitir que mais pessoas compartilhem mais conhecimento em mais idiomas. Uma Wikipédia de um determinado idioma pode traduzir este artigo independente de qual é o idioma de origem, puxando a informação estruturada e fazendo a tradução para um artigo inteligível no idioma desejado através de código do Wikifunctions.
Foi concebido por Denny Vrandečić, o fundador do Wikidata, num trabalho de pesquisa do Google em abril de 2020 formalmente proposto em maio de 2020 (como Wikilambda) e aprovado pelo conselho de administração da Wikimedia Foundation em julho de 2020. O nome é considerado provisório.